# Rhipsalideae
Die Rhipsalideae sind eine Tribus in der Unterfamilie Cactoideae aus der Familie der Kakteengewächse.

## Beschreibung
Rhipsalideae sind für gewöhnlich hängende, manchmal kriechende oder strauchige, jedoch nur ausnahmsweise kletternde Epiphyten oder Lithophyten. Ihre im Querschnitt runden, eckigen oder abgeflachten Triebe sind gegliedert. Die seitlich am Trieb erscheinenden kleinen, polysymmetrisch bis disymmetrisch Blüten öffnen sich am Tag und bleiben oft die  Nacht über geöffnet. Ihr Perikarpell ist kahl und nur selten mit Areolen besetzt. Die fleischigen, beerenartigen  Früchte sind nicht aufreißend. Die kleinen bis mittelgroßen Samen besitzen keine bestimmte Oberflächenstruktur. Hilum und Mikropyle der Samen sind miteinander vereinigt, eine schleimige Umhüllung ist vorhanden.

## Systematik und Verbreitung
Die Tribus Rhipsalideae sind hauptsächlich im Osten Südamerikas verbreitet. Einige Arten kommen in Mittel- und Nordamerika vor. Eine Art (Rhipsalis baccifera) wächst auch in der Alten Welt. Die Tribus wurde 1828 von Augustin-Pyrame de Candolle aufgestellt. Zur Tribus gehören die folgenden Gattungen:
- Hatiora Britton & Rose
- Lepismium Pfeiff.
- Rhipsalis Gaertn.
- Schlumbergera Lem.

## Nachweise

## Weiterführende Literatur
- Wilhelm Barthlott, Nigel P. Taylor: Notes towards a Monograph of Rhipsalideae (Cactaceae). In: Bradleya. Band 13, 1995, S. 43–79.
- Nadja Korotkova, Thomas Borsch, Dietmar Quandt, Nigel P. Taylor, Kai F. Müller, Wilhelm Barthlott: What does it take to resolve relationships and to identify species with molecular markers? An example from the epiphytic Rhipsalideae (Cactaceae). In: American Journal of Botany. Band 98, Nummer 9, 2011, S. 1549–1572 (doi:10.3732/ajb.1000502).